# Gato-troll
Um gato-troll é o familiar de uma bruxa no folclore escandinavo [en]. Os gatos-troll sugavam o leite das vacas e o cuspiam nos baldes de leite das bruxas, além de entrarem nas casas para lamber o creme. Além dos gatos, criaturas semelhantes incluem o coelho de leite, a lebre de leite e a bola em forma de troll.

## Descrição

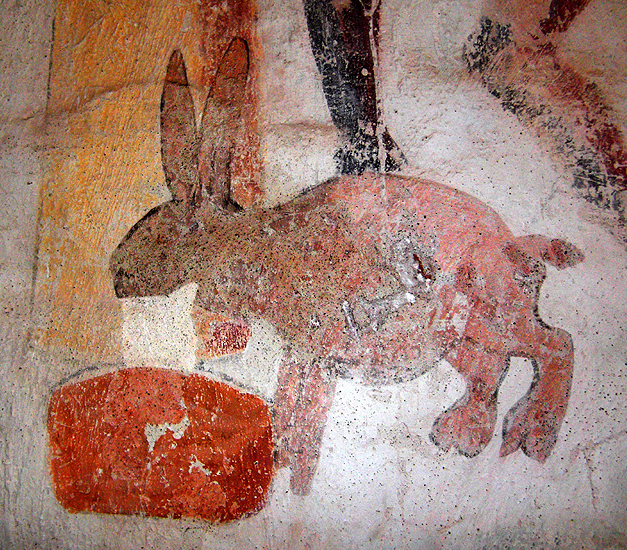
Lebre sueca do leite por Alberto Pictor. Século XV. Pintura de parede. Condado de Uppsala.

Segundo consta, as bruxas eram capazes de criá-los com "cabelo humano, unhas, aparas de madeira e coisas do gênero" e diziam que eles sugavam o leite das vacas e roubavam o creme de leite das casas. Os gatos-troll cuspiam o leite roubado em cochos próximos à casa. Os nomes noruegueses trollnøste e trollnøa indicam suas formas: esses gatos-troll pareciam novelos de lã. Outro tipo de gato-troll tinha a aparência de um gato comum, mas, ao contrário do gato-troll em forma de bola, ferir o gato-troll em forma de gato resultaria no mesmo dano à bruxa. Além disso, acreditava-se que atirar em um gato-troll faria com que o leite jorrasse de seu ferimento. O gato-troll é facilmente confundido com o hug [en] da bruxa, que também poderia assumir a forma de um gato. O gato-troll teria de ser enterrado com a bruxa, ou a bruxa teria de sair de seu túmulo para recuperá-lo.
Peter Christen Asbjørnsen, um estudioso do folclore norueguês, reconta uma história em que os ciganos se aproveitavam das crenças dos fazendeiros sobre gatos-troll roubando leite e colocavam a culpa nos gatos-troll. Eles tornavam essa história crível ao desenterrar uma "bexiga cheia de água vermelha, cercada por uma pele de gato" previamente enterrada. O romancista norueguês Johan Bojer relembrou um incidente ocorrido em 1914, quando ele era tenente do exército. As mulheres locais decidiram aumentar o aluguel para os soldados e ele recusou a permissão. Ele adoeceu, e sua doença de três dias foi explicada por uma das mulheres como resultado de um ataque de um gato-troll.
Uma criatura relacionada é o tilberi [en], um ladrão de leite e ajudante de bruxas no folclore islandês. O tilberi (também chamado de snakkur, um fuso "feito da costela de um homem morto, lã roubada e vinho da comunhão") desempenha o mesmo papel que o gato-troll. Um fazendeiro islandês perseguiu um deles a cavalo e, por fim, ele se escondeu sob as saias da esposa de um fazendeiro. A saia foi amarrada para que o ladrão não pudesse escapar, e a mulher foi queimada.

## Explicação
A existência de gatos-troll parece estar relacionada à observação de matéria (como cabelo) regurgitada pelo gado. O fungo Fuligo septica e a espuma produzida por insetos cuspidores foram vistos como excrementos de gatos-troll. Outra explicação oferecida para a crença em gatos-troll é o gato norueguês da floresta, um gato doméstico de pelo particularmente longo criado no norte da Europa.